# Titanophoneus potens
Titanophoneus potens è un terapside estinto appartenente ai dinocefali. Visse nel Permiano superiore (circa 248 milioni di anni fa) e i suoi resti sono stati ritrovati nella Russia europea.

## Descrizione
Le dimensioni di questo animale erano notevoli: il solo cranio poteva raggiungere la lunghezza di un metro, e l'intero animale, forse, arrivava a sei metri. Il peso doveva aggirarsi sulla tonnellata. Il corpo era robusto e forte, sorretto da zampe muscolose e fornite di artigli. Il cranio era allungato ed eccezionalmente robusto, dotato di potenti mascelle e di canini molto allungati. I denti anteriori erano ugualmente acuminati, anche se più corti, mentre quelli posteriori erano piccoli. La coda era molto lunga, e l'aspetto generale di questo animale probabilmente era simile a quello di un gigantesco varano, con il corpo sollevato dal terreno.

## Classificazione

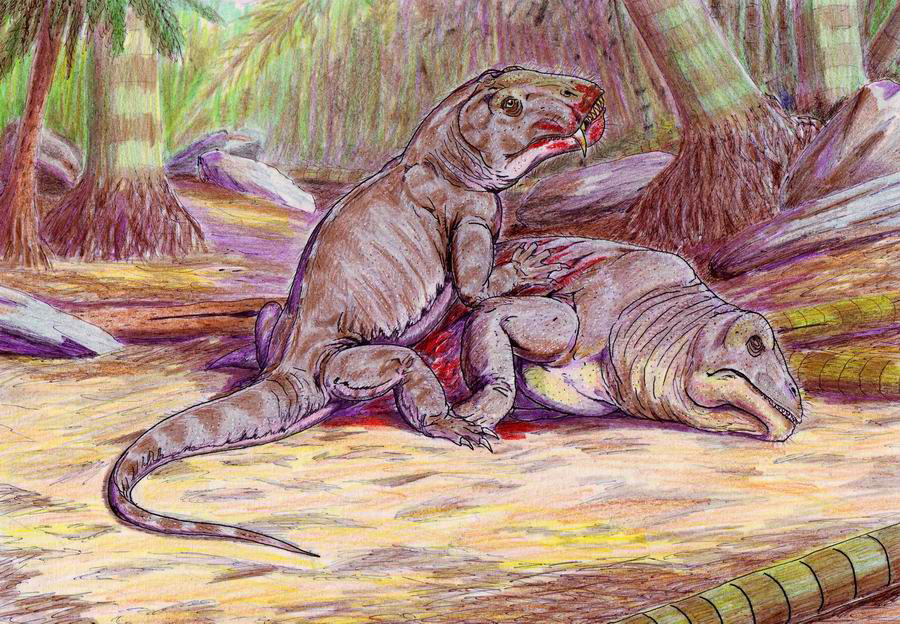
Un esemplare di Titanophoneus ha appena abbattuto un Ulemosaurus erbivoro

Il titanofoneo era un rappresentante dei dinocefali, un gruppo di terapsidi primitivi e dal cranio di dimensioni notevoli. Le parentele del titanofoneo vanno ricercate in particolare all'interno della famiglia degli anteosauridi; gli studiosi ritengono che, rispetto agli altri anteosauridi, il titanofoneo fosse più primitivo. Di questo animale è nota con certezza una sola specie, Titanophoneus potens, anche se alcuni studiosi ritengono che i resti ascritti alla specie nota come Doliosauriscus adamanteus possano in realtà rappresentare un'altra specie di Titanophoneus.

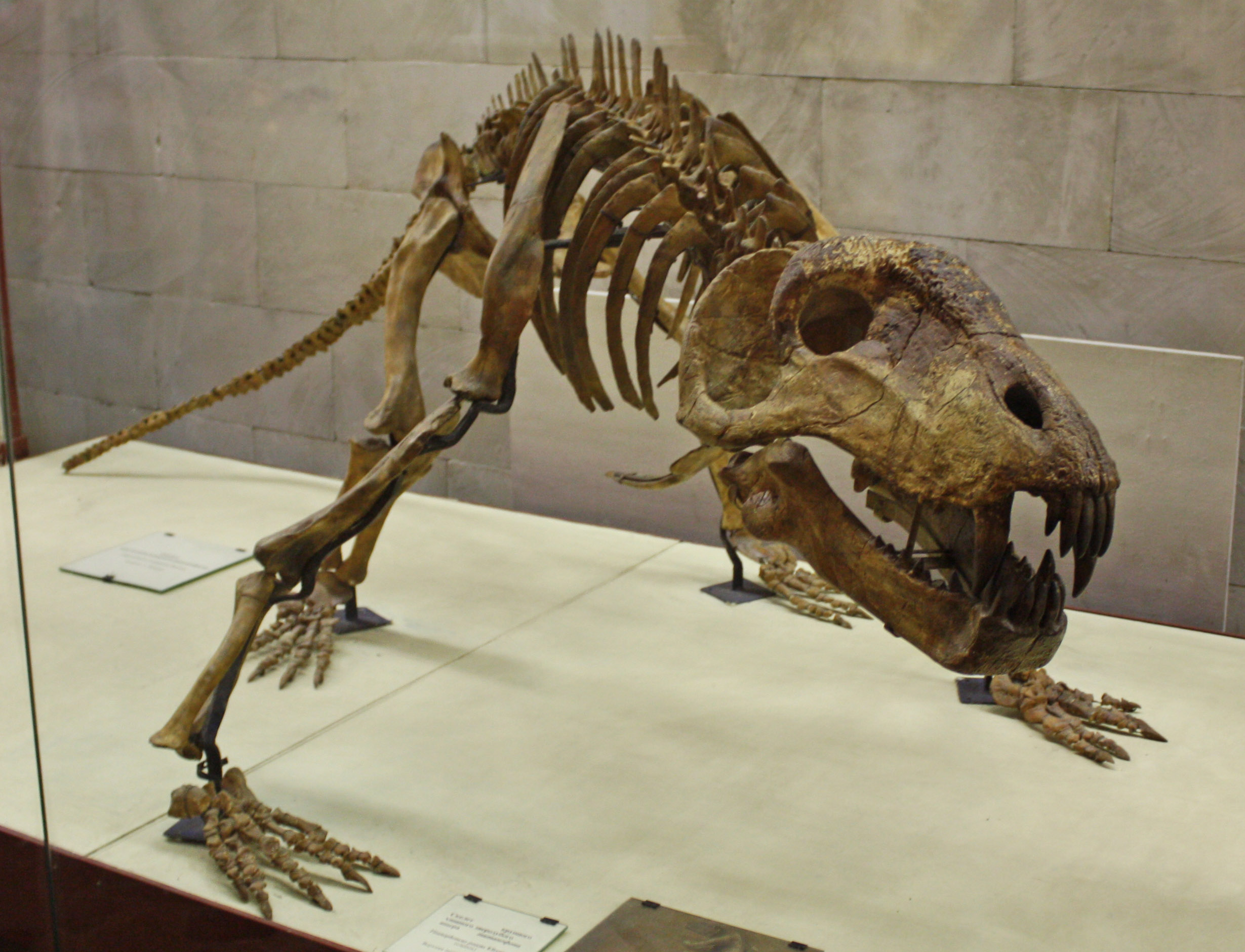
Scheletro di Titanophoneus potens

## Stile di vita
Questo animale doveva essere il più grande predatore del suo ambiente e del suo tempo. Probabilmente era un carnivoro solitario che percorreva le pianure, tendendo agguati ai grandi animali che si abbeveravano lungo i corsi d'acqua, come i tapinocefalidi (Ulemosaurus).